# Victor Place (arkeolog)
Victor Place, född den 18 juli 1818 i Corbeil, död den 10 januari 1875 nära Jassy, var en fransk diplomat och arkeolog. 
Place blev 1851 fransk konsul i Mosul och fortsatte jämte Jules Oppert och Fulgence Fresnel de av hans företrädare Paul-Émile Botta påbörjade utgrävningarna vid Khorsabad. Place var sedermera efter vartannat generalkonsul i Jassy, Adrianopel och New York samt blev 1872 avsatt och dömd till två års fängelse, därför att han uppburit personlig provision vid övervakande av vapenleveranser till franska staten. Place utgav jämte Félix Thomas det arkeologiska arbetet Ninive et L'Assyrie (1866–1869). 